# Crònica de l'ocell que dona corda al món
Crònica de l'ocell que dona corda al món (Nejiimaki-dori Kuronikuru) és una novel·la de l'escriptor japonés Haruki Murakami publicada al 1994 al Japó.

## Trama argumental
La novel·la explica la història de Tōru Okada, que després de deixar voluntàriament el bufet d'advocats en què treballava, i després que el gat que cuida junt amb la seua esposa, de nom Kumiko (anomenat Noboru Wataya, igual que el seu cunyat), s'escapàs de casa, rep una trucada que marcarà el començament de situacions com més va més estranyes: es relaciona amb personatges extravagants, i això provoca una sensació de realitat i fantasia difícilment dilucidada, tret característic de l'autor. Com per exemple, en introduir-se el protagonista (Tōru Okada) dins d'un pou d'una casa abandonada, on hi ha una estàtua d'un ocell de pedra mirant cap al cel amb les ales esteses, o les situacions somiades que s'escapen de la realitat. Kumiko desapareix un matí, sense deixar rastre. No obstant això, Tōru Okada no es mostra convençut de les raons que més tard Kumiko li farà arribar pel seu germà Noboru Wataya, i més tard per una carta contundent, de l'existència d'un altre home. Tōru Okada percep un missatge ocult de Kumiko, en què ella li demana ser salvada, no des d'un vessant físic, sinó mental.
La novel·la es divideix en dues parts imaginàries: la primera explica els fets que vindran en el futur, que són manifestats, però no assimilats per Tōru Okada, doncs sempre ha estat una persona escèptica. La segona part comença amb l'eixida d'una taca blava al rostre de Tōru Okada, que representa la comunicació entre l'altra dimensió i aquesta, i n'és el punt de partida per a creure en «una altra dimensió».
Tōru Okada coneix personatges molt estranys i que tenen una gran influència en la seua vida, com ara May Kasahara, Creta Kanoo i Malta Kanoo. Aquestes darreres amb personalitats estranyes i fins i tot paranormals, tenen la possibilitat d'arribar-li a la ment i interpretar coses del futur.
La novel·la té aquest títol perquè el matrimoni Okada bateja un ocell que es posa pels voltants al matí fent un ric-ric, com si accionàs el sistema que manté el món funcionant.
La novel·la és extensa (unes 900 pàgines), cosa que permet el lector d'endinsar-se en un món en què la realitat es troba amb la fantasia, perquè n'és part. És considerada per l'autor la seua obra més acabada.
Nancy Alejandra Tapía, investigadora i especialista en l'autor, indica que en aquesta novel·la, com en la majoria de relats de Murakami, la mort és un tema recurrent.

## Referència
1. ↑  Tapia Silva, Nancy Alejandra. La visión múltiple de la muerte en La Crónica del pájaro que da cuerda al mundo de Murakami Haruki (tesi).  Centro de Estudios de Asia y África, El Colegio de México, 2016.